# Lasionectes entrichoma
Lasionectes entrichoma är en kräftdjursart som beskrevs av Jill Yager och Frederick Schram 1986. Lasionectes entrichoma ingår i släktet Lasionectes och familjen Speleonectidae.
Artens utbredningsområde är havet kring Turks- och Caicosöarna. Inga underarter finns listade i Catalogue of Life.